# Sporting Club Luxemburg
El Sporting Club Luxembourg va ser un equip de futbol de Luxemburg que alguna vegada va militar en la Lliga luxemburguesa de futbol, la lliga de futbol més important del país.
Va ser fundat el 26 de maig de 1908 a la ciutat de Luxemburg i va ser un dels equips fundadors de la Divisió Nationale a la temporada de 1909.
Va aconseguir guanyar dos títols de lliga a la dècada de 1910 i mai no va baixar de categoria fins a la seva desaparició el 29 de maig de 1923 quan es va fusionar amb el Racing Club Luxembourg per crear el Cercle Athlétique Spora Luxemburg.

## Palmarès
- Lliga luxemburguesa de futbol:[3]

Campions (2): 1910-11, 1918-19
Finalista (3): 1911-12, 1913-14, 1915-16